# مرچکوواتس
مرچکوواتس (به صربی: Mrčkovac) یک منطقهٔ مسکونی در صربستان است که در گولوباک واقع شده‌است. مرچکوواتس ۳۲۸ نفر جمعیت دارد.